# پائولو روبرتو دو کارمو
پائولو روبرتو دو کارمو گیلوائی (به پرتغالی: Paulo Roberto do Carmo) ملقب به پائولائو (به پرتغالی: Paulão) (زاده ۱۲ مارس ۱۹۸۵ در گیلوا) که در ایران به دی کارمو معروف است، بازیکن فوتبال اهل برزیل است؛ که در ابتدای فصل ۱۳۸۷ برای تیم پرسپولیس تهران بازی می‌کرد و با اعتراضات شدید بازیکنان و رسانه ها به عملکرد او پس از دریافت ۳۵٪ مبلغ قراداد خود (۷۰ هزار دلار) این تیم را ترک کرد.
دی کارمو در فصل ۲۰۰۷ برای تیم ریو پرتو در دسته اول قهرمانی پائولیستا؛ مهمترین لیگ فوتبال استان سائوپائولو، در فصل ۲۰۰۶ در تیم اسپورتیوو نوا اسپرانسا و از ۲۰۰۳ تا ۲۰۰۵ در تیم واسکو دا گاما بازی می‌کرد.